# Ellen Crawford
Ellen Crawford (ur. 29 kwietnia 1951) – amerykańska aktorka filmowa i telewizyjna.

## Filmografia
seriale
- 1981: Posterunek przy Hill Street jako Reporterka
- 1984: Riptide
- 1989: Opowieści z krypty jako Dorothy Chalmers
- 2009: Mental: Zagadki umysłu jako Andrea Jennings
- 2010: Gotowe na wszystko jako Iris Beckley[1][2]

film
- 1984: Nauczyciele jako Pracownik socjalny
- 1989: Wojna państwa Rose jako Pielęgniarka
- 1994: Gdzie są moje dzieci?
- 2003: Remember jako Cheryl
- 2007: Człowiek z Ziemi jako Edith
- 2012: Model Minority jako Pielęgniarka Alice Stanton